# Пузийчук, Андрей Викторович
Андрей Викторович Пузийчук (укр. Андрій Вікторович Пузійчук; род. 13 июня 1978 года, г. Малин, Житомирская область) — украинский предприниматель, политик. Народный депутат Украины IX созыва.

## Биография
Образование высшее.
Кандидат в народные депутаты от партии ВО «Батькивщина» на парламентских выборах 2019 года, № 21 в списке. На время выборов: заместитель генерального директора ООО "Домостроительная компания «Фундамент», член ВО «Батькивщина». Проживает в г. Киеве.
С августа 2019 по июнь 2020 года был первым заместителем председателя Комитета Верховной Рады Украины по вопросам Регламента, депутатской этики и организации работы Верховной Рады Украины.
С июня 2020 года - член Комитета Верховной Рады по вопросам бюджета.
Возглавлял Временную следственную комиссию Верховной Рады Украины по вопросам расследования фактов коррупции в органах государственного архитектурно-строительного контроля и надзора.
Заместитель члена Постоянной делегации в Парламентской ассамблее НАТО, член группы по межпарламентским связям с  Итальянской Республикой, Китайской Народной Республикой,Соединёнными Штатами Америки и Королевством Саудовская Аравия.